# Ednelza Sahdo
Ednelza Isaac Sahdo (Manaus, 16 de fevereiro de 1945 - 30 de novembro de 2022) era uma atriz, cantora, compositora, porta-bandeira, folclorista,  professora e diretora de teatro com atuação no estado do Amazonas. Ficou conhecida como a Dama do Teatro Amazonense. 

## Carreira
Ednelza iniciou sua trajetória profissional na Rádio Difusora, em Manaus, aos cinco anos de idade, no ano de 1950.  De 1959 a 1969, foi reconhecida como a Rainha das Dublagens, inicialmente em Manaus, e posteriormente nas regiões Norte e Nordeste do país.
Foi a maior detentora de títulos dos concursos de fantasias na categoria luxo e originalidade nos carnavais dos clubes sociais de Manaus das décadas de 60 e 70. 
Em 1969, Ednelza deu início à sua trajetória no teatro, impulsionada pelo jornalista e teatrólogo Gerson Albano.  Ao longo de sua carreira, Sahdo colaborou com importantes figuras do teatro amazonense, tais como Álvaro Braga, Sérgio Cardoso, Gerson Albano, Chico Cardoso, Márcio Souza e outros.
Participou das peças "Retratos de Um Camarim" (1977), com texto e direção de Álvaro Braga; "Tem Piranha no Pirarucu" (1978), com texto e direção de Márcio Souza; "Jurupari, A Guerra dos Sexos" (1979), com texto e direção de Márcio Souza; "O Elogio da Preguiça" (1980), com texto de Márcio Souza e direção de Gerson Albano; "Xopingue Senter" (1982), com texto e direção de Sérgio Cardoso; "Boi de Pano" (1999), com texto e direção de Chico Cardoso; e "A Casa de Bernarda Alba" (2012), com texto de Federico Garcia Lorca e direção de Douglas Rodrigues, entre outras.
Além disso, participou dos filmes A Festa da Menina Morta (2008), de Matheus Nachtergaele, e Criminosos (2008). Em 2014, foi enredo da escola de samba A Grande Família, em Manaus.. Em 2022, foi homenageada durante o 16° Festival de Teatro da Amazônia, realizado no Teatro Amazonas pela Federação de Teatro do Estado (Fetam). 
Por 26 anos, atuou como porta-bandeira da Mocidade Independente de Aparecida, representando a agremiação com maestria e obtendo sempre a nota máxima no quesito mestre-sala e porta-bandeira.  Em 1986, tornou-se a primeira e única mulher a desempenhar o papel de apresentadora no Festival Folclórico de Parintins pelo Boi Caprichoso.